# Friedrich Wilhelm Haack (kompozytor)
Friedrich Wilhelm Haack (ur. 1760 w Poczdamie, zm. 1827 w Szczecinie) – niemiecki kompozytor i dyrygent.

## Życiorys
Uczył się kompozycji u Carla Friedricha Christiana Fascha, prawdopodobnie kształcił się też w zakresie gry na skrzypcach u Franza Bendy. W młodości był członkiem kapeli księcia Fryderyka Wilhelma. Od 1779 roku był organistą w Stargardzie, od 1790 roku działał natomiast w Szczecinie. Był organistą w kościołach Mariackim oraz św. Piotra i Pawła. W 1793 roku objął stanowisko dyrektora muzycznego miasta Szczecina, prowadził też Szczecińskie Koncerty Amatorskie. Organizował koncerty kameralne w domu duńskiego konsula J.C.F. Triesta oraz tajnego radcy I. Salingrego, a także abonamentowe koncerty muzyki chóralnej i symfonicznej w kościele św. Jakuba, kościele zamkowym św. Ottona i Domu Angielskim. W 1806 roku utworzył orkiestrę Stettiner Stadttheater. W 1812 roku został kantorem szczecińskiej Gminy Francuskiej.
Skomponował m.in. Koncert fortepianowy (1793), Koncert skrzypcowy (1801), sześć triów fortepianowych, sonatę na skrzypce i fortepian, a także operę Die Geisterinsel (1798). Przyjaźnił się z Johannem Abrahamem Peterem Schulzem. Jako dyrygent poprowadził wykonanie koncertowej wersji Łaskawości Tytusa W.A. Mozarta (1798) oraz oratoriów Josepha Haydna Stworzenie świata (1801) i Pory roku (1805).